# The Kyiv Independent
The Kyiv Independent er et ukrainsk engelsksproget nyhedswebsted, grundlagt i december 2021. Mediet blev etableret af fyrede journalister fra Kyiv Post.  Dette efter at denne avis opsagde alle sine ansatte i november 2021 efter en holdningskonflikt mellem Kyiv Posts ejer og journalisterne.
I følge sin egen erklæring er webmediet først og fremmest ansvarlig overfor sine læsere og tilstræber at selskabet bag webstedet ejes (i det mindst delvist) af journalisterne selv.
Den nuværende chefredaktør er Olga Rudenko (Ольга Руденко).
Efter Ruslands invasion af Ukraine 2022 steg webmediets antal følgere væsentligt: fra omkring 20 000 til over 1,6 millioner i løbet af den første uge.

The Kyiv Independent blev støttet med en akutbevilling på 200.000 canadiske dollars fra den canadiske regering. Ashley Mulroney, direktøren for det ukrainske udviklingsprogram på den canadiske ambassade in Ukraine, udtrykte at bevillingen, formidlet gennem NGO'en EED (en), var "en del af en bred canadisk støtte til frie medier og demokratisering i Ukraine." 
Webmediet finansieres blandt andet ved bidrag fra Bonnier News, tyske Axel Springer AG og den svenske medieorganisation Utgivarna (sv) samt donationer via platformen Patreon.
I følge en lederartikel i det svenske tidskrift ETC (sv) har visse skribenter på mediet haft forbindelser til de højreekstreme Azov-bataljonen og Ajdar-bataljonen.